# James Douglas-Hamilton

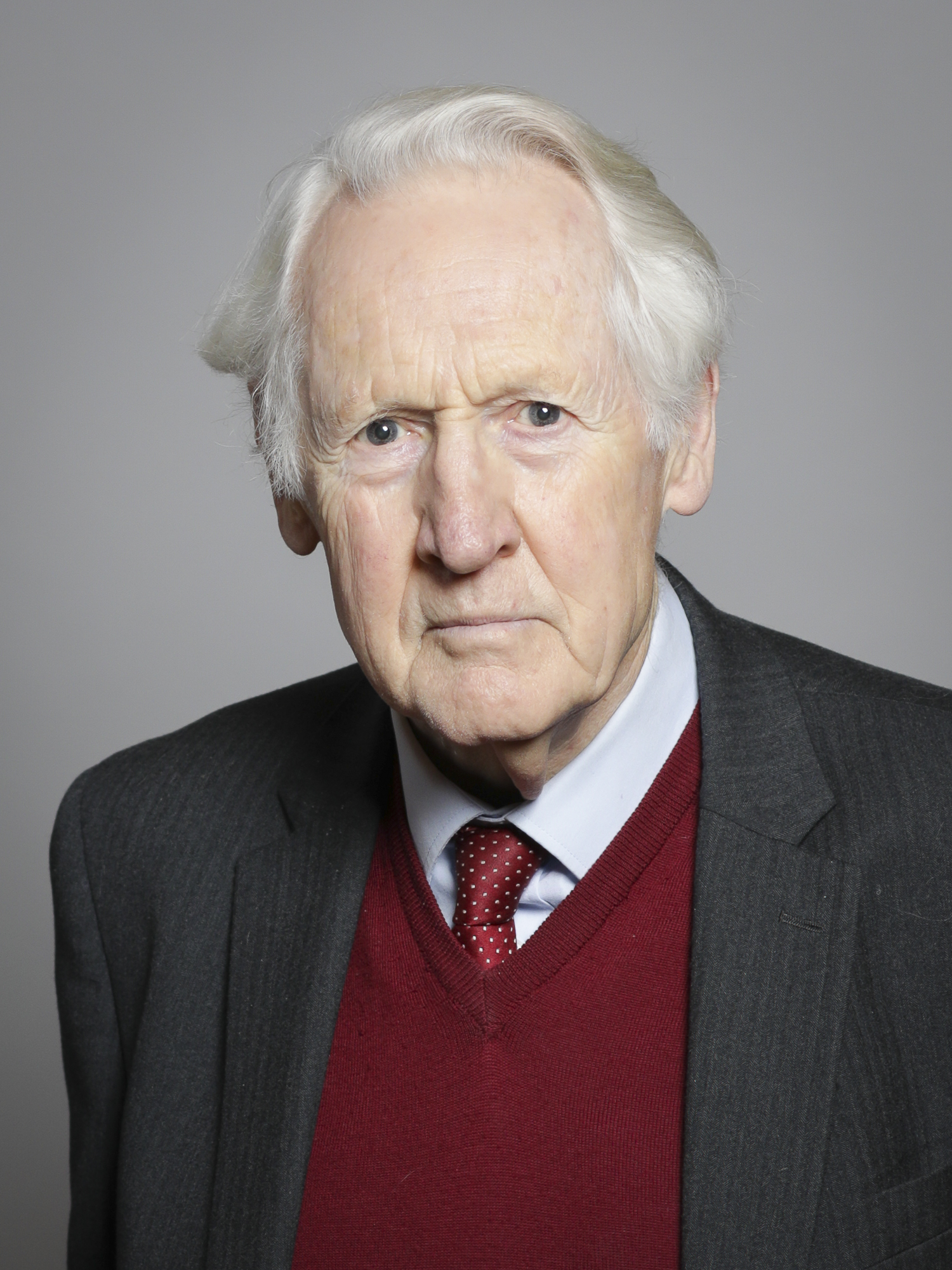
James Douglas-Hamilton w 2019

James Alexander Douglas-Hamilton (ur. 31 lipca 1942, zm. 28 listopada 2023) – brytyjski arystokrata i polityk, młodszy syn Douglasa Douglas-Hamiltona, 14. księcia Hamilton i 11. księcia Brandon oraz lady Elisabeth Percy, córki 8. księcia Northumberland.
Wykształcenie odebrał w Eton College, oksfordzkim Balliol College i na University of Edinburgh, gdzie kończył studia prawnicze. W latach 1968–1972 pracował w kancelarii adwokackiej. W latach 1972–1974 zasiadał w radzie dystryktu Edynburg. Był członkiem Partii Konserwatywnej. W latach 1974–1997 zasiadał w Izbie Gmin jako reprezentant okręgu Edinburgh West. W tym czasie był młodszym sekretarzem stanu w ministerstwie ds. Szkocji. W 1996 r. wszedł w skład Tajnej Rady.
24 sierpnia 1974 r. poślubił Priscillę Susan Buchan, córkę Normana Buchana, 2. barona Tweedsmuir i Priscilli Thomson, córki brygadiera Alana Thomsona. James i Priscilla mieli razem czterech synów:
- John Andrew Douglas-Hamilton (ur. 8 lutego 1978), lord Daer
- Charles Douglas Douglas-Hamilton (ur. 20 czerwca 1979)
- John Robert Douglas-Hamilton (ur. 1981)
- Harry Alexander Douglas-Hamilton (ur. 1981)

W 1994 r., po śmierci 10. hrabiego Selkirk, lord James odziedziczył jego tytuł i musiał zrezygnować z miejsca w Izbie Gmin, ale skorzystał z postanowień Aktu o Parach z 1963 r. i zrezygnował z tytułu, który pozostał zawieszony do czasu jego śmierci, kiedy to odziedziczył go jego najstarszy syn. W 1997 r. zasiadł jednak w Izbie Lordów z dożywotnim parostwem jako baron Selkirk of Douglas.
Od 1999 r. zasiadał również w szkockim Parlamencie. Był członkiem Komitetu Edukacji. W listopadzie 2005 r. ogłosił, że zamierza odejść z Parlamentu Szkockiego wraz z końcem jego II kadencji w 2007 r. Dalej jednak zasiadał w brytyjskiej Izbie Lordów, gdzie działał na rzecz interesów szkockich.
Lord Selkirk był autorem kilku książek, min. Motive For a Mission: The Story Behind Hess's Flight do Britain, opowiadająca o misji Rudolfa Hessa i o jego planowanym spotkaniu z ojcem lorda Selkirk w 1941 r.